# Oxbek
Die Oxbek (dänisch Oksbæk), auch Mühlenau (Mølleå) genannt, ist ein kleiner Fluss im südlichen Teil der Landschaft Angeln im Kreis Schleswig-Flensburg.

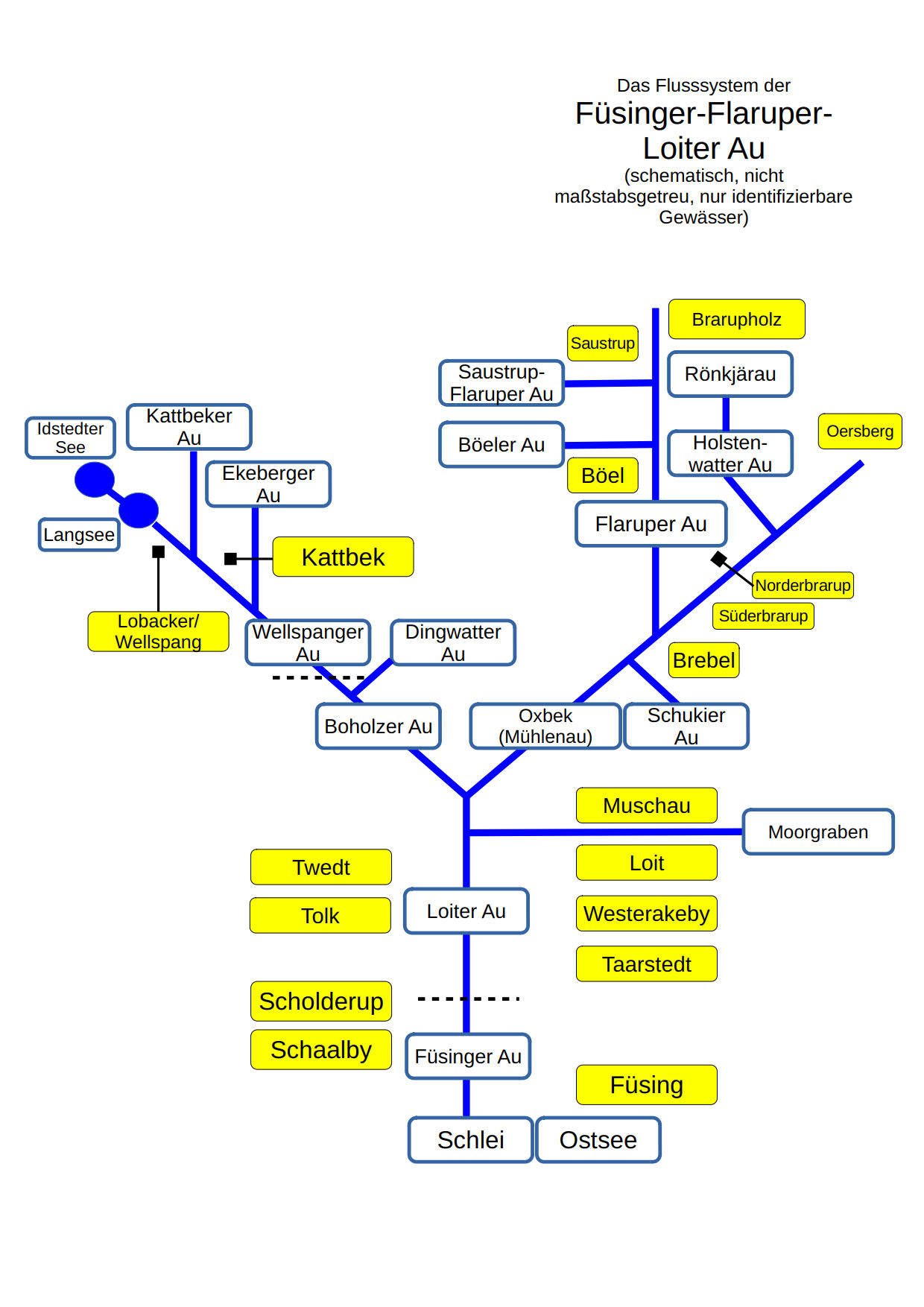
Flusssystem der Füsinger-/Flaruper-/Loiter Au (schematisch)

## Fließweg
Der Fluss entspringt westlich des Gutes Roest. Er verläuft nördlich von Dollrottfeld, Süderbrarup und Brebel und südlich von Schegerott, Wagersrott, Norderbrarup und Böel, bis er mit der Boholzer Au die Loiter Au bildet, die in die Schlei mündet.
Der Gewässername leitet sich von dän. okse für Ochse ab. Der Oberlauf wird auch Mühlenau (Mølleå) nach der Wassermühle in Rabenkirchen genannt. Der Wasserlauf bildet größtenteils die Grenze zwischen den Gemeinden und Kirchspielen Süderbrarup (südlich der Oxbek) und Norderbrarup und Böel (nördlich der Oxbek), nur bei Justrup weicht die Gemeindegrenze zwischen Waggerott und Süderbrarup leicht durch die Begradigung der Oxbek 1888 um etwa 200 Meter ab.
Der Bach bildete in der Zeit von 1851 bis zum Deutsch-Dänischen Krieg 1864 teilweise die Grenze zwischen den Gebieten mit deutscher und dänischer Schulsprache. Den Hintergrund bildeten die Sprachreskripte von 1851, mit denen die dänische Regierung den Sprachwechsel vom Dänischen zum Deutschen im südlichen Schleswig aufzuhalten suchte. Bis ins 19. Jahrhundert war in Angeln und Schwansen noch Angeldänisch als Umgangssprache verbreitet gewesen, wurde jedoch zunehmend vom Hoch- und Niederdeutschen abgelöst. Hierbei spielte das Hochdeutsche als alleinige Schul- und Kirchensprache eine Rolle. Mit den Sprachreskripten von 1851 sollte in den Gebieten, in denen sowohl Deutsch als auch Dänisch verbreitet waren, das Dänische das Deutsche als alleinige Unterrichtssprache ablösen. Die Kirchensprache sollte abwechselnd Deutsch und Dänisch sein. Viele Eltern empfanden die Reskripte jedoch als Zwang. Aus dem Ort Böel ist überliefert, dass viele Eltern in jener Zeit ihre Kinder nicht in der Volksschule Böel, sondern auf der Südseite des Baches anmeldeten, um dem dänischen Schulgang ausweichen zu können.